# Sayuri
Sayuri (さユり ?  Fukuoka, 7 de junio de 1996-20 de septiembre de 2024) fue una cantante, música y compositora japonesa.
En 2015, lanzó su sencillo debut "Mikazuki", el tema final de Rampo Kitan: Game of Laplace, y luego cantó canciones temáticas para las series de anime Erased, Kuzu no Honkai, Golden Kamuy, My Hero Academia, Yesterday wo Utatte y Lycoris Recoil.

## Biografía
En sexto grado, Sayuri quedó impresionado por el hecho de que, a pesar de ser ídolos, Kanjani Eight formó una banda. Ellos la inspiraron a tomar la guitarra como pasatiempo. Sayuri comenzó a componer música durante su segundo año de secundaria, aspirando a las letras y composición de Kanjani Eight.
Posteriormente, bajo el nombre de Asuka, se unió a un dúo acústico llamado LONGTAL con sede en Fukuoka, comenzó a actuar en las calles y casas en vivo de lugares como Hiroshima, Osaka y Nagoya. En ese momento, ella había abandonado la escuela secundaria.
En 2012, como parte de LONGTAL, Sayuri recibió el Gran Premio en la final de la quinta Music Revolution, una competencia patrocinada por Yamaha Music. Posteriormente, se volvió activa como artista independiente. Adoptó el nombre  (酸欠少女さユり Sanketsu Shōjo Sayuri?, lit. "Hypoxia Girl Sayuri") "Hypoxia Girl Sayuri"), que es un símbolo de que se llama a sí misma una cantautora paralela de 2,5 dimensiones. Solía actuar descalza y con poncho.
Sayuri se mudó a Tokio en 2013. Realizó su primer concierto en solitario en marzo de 2015 en Tsutaya O-East en Tokio. Más tarde ese año, Sayuri hizo su gran debut a los 18 años, interpretando el tema final de Rampo Kitan: Game of Laplace, Mikazuki.
El 7 de diciembre de 2016, colaboró con Yojiro Noda de RADWIMPS para lanzar su cuarto sencillo "Furaregai Girl". Con respecto al sencillo, Noda dijo: "Ya había compuesto la canción y creado la letra, pero sabía que no podía cantarla. Durante un tiempo, busqué al verdadero dueño de la canción. Luego, por casualidad, estaba en el estudio de grabación al lado de Sayuri. Escuché su CD, y en ese momento, algo que era solo una vaga silueta de una canción se volvió claro como el cristal. Era una canción que ella estaba destinada a cantar".
El 1 de marzo de 2017, Sayuri lanzó su quinto sencillo " Parallel Line ", que se presentó como la canción final de la adaptación al anime de Scum's Wish. Lanzó su primer álbum, Mikazuki no Koukai, el 17 de mayo de 2017. Alcanzó el primer lugar en el ranking diario de álbumes de Oricon y el tercero en su ranking semanal de álbumes. Este fue un salto significativo con respecto a sus sencillos anteriores y un hito en su carrera. Lanzó su sexto sencillo "Tsuki to Hanataba" (月と花束 Moon and Bouquet?)  el 28 de febrero de 2018; la canción se utiliza como tema final del anime Fate/Extra Last Encore. Actuó en Anisong World Matsuri en Anime Expo el 6 de julio de 2018 en los Estados Unidos. Colaboró con My First Story en la interpretación de la canción "Reimei" (レイメイ Dawn?)  lanzada el 5 de diciembre de 2018; la canción se utiliza como el segundo tema de apertura de la serie de anime Golden Kamuy.
Sayuri aparece en la canción de Hiroyuki Sawano "Me & Creed <nZkv>", que se utilizó como tema principal del juego móvil Blue Exorcist: Damned Chord bajo el nombre "SawanoHiroyuki[nZk]:Sayuri". El 25 de agosto de 2019, se anunció que interpretaría el tema final del anime My Hero Academia Season 4 con su canción "Koukai no Uta" (La canción del viaje). Su álbum hikigatari fue lanzado el 3 de junio de 2020.

## Fallecimiento
Falleció el 20 de septiembre de 2024, pero se informó públicamente a través de su esposo el día 27 de septiembre.

## Discografía

### Álbumes

#### Álbumes de estudio
| Título                                                          | Detalles del álbum                                                                                          | Posición máxima del gráfico | Posición máxima del gráfico |
| Título                                                          | Detalles del álbum                                                                                          | JPN Oricon                  | JPN Billboard               |
| --------------------------------------------------------------- | --- | --------------------------- | --------------------------- |
| Mikazuki no Koukai (ミカヅキの航海, Viaje a la Luna Creciente ) | - Lanzamiento: 17 de mayo de 2017 - Disquera: Ariola Japan - Formatos: CD, CD+DVD, CD+ BD, descarga digital | 3                           | 4                           |

#### Álbumes de Hikigatari
| Título  | Detalles del álbum                                                                | Posición máxima del gráfico | Posición máxima del gráfico |
| Título  | Detalles del álbum                                                                | JPN Oricon                  | JPN Billboard               |
| ------- | --------------------------------------------------------------------------------- | --------------------------- | --------------------------- |
| Me (め) | - Lanzamiento: 3 de junio de 2020 - Disquera: Ariola Japan - Formatos: CD, CD+DVD | 3                           | 2                           |

### Individual
| Título                                                                                  | Año  | Posición máxima del gráfico | Posición máxima del gráfico | Notas                                               | Álbum              |
| Título                                                                                  | Año  | JPN Oricon                  | JPNBillboard                | Notas                                               | Álbum              |
| --------------------------------------------------------------------------------------- | ---- | --------------------------- | --------------------------- | --------------------------------------------------- | ------------------ |
| "Mikazuki" (ミカヅキ, Luna Creciente )                                                  | 2015 | 20                          | 35                          | ED theme of the anime Rampo Kitan: Game of Laplace. | Mikazuki no Koukai |
| " Sore wa Chiisana Hikari no Youna " (それは小さな光のような, Es como una pequeña luz ) | 2016 | 17                          | 15                          | ED theme of the anime Erased.                       | Mikazuki no Koukai |
| "Ru-Rararu-Ra-Rurararu-Ra-" (るーららるーらーるららるーらー)                            | 2016 | —                           | —                           |                                                     | Mikazuki no Koukai |
| "Furaregai Girl" (フラレガイガール, Chica que debería ser rechazada )                   | 2016 | 17                          | 22                          |                                                     | Mikazuki no Koukai |
| " Línea paralela " (平行線, Heikousen )                                                 | 2017 | 10                          | 10                          | ED theme of the anime Scum's Wish.                  | Mikazuki no Koukai |
| "Tsuki to Hanataba" (月と花束, Luna y ramo )                                            | 2018 | 10                          | 10                          | ED theme of the anime Fate/Extra Last Encore.       |                    |
| "Koukai no Uta" (航海の唄, Acerca de un viaje )                                         | 2019 | 12                          | 34                          | ED theme of the anime My Hero Academia Season 4.    |                    |
| "Sekai no Himitsu" (世界の秘密, Secreto mundial )                                       | 2021 | 10                          | —                           | Second ED theme of the anime Edens Zero.            |                    |

#### Sencillo de colaboración
| Título                                                    | Año  | Posición máxima del gráfico | Posición máxima del gráfico | Notas                                                      | Álbum          |
| Título                                                    | Año  | JPN Oricon                  | JPN Billboard               | Notas                                                      | Álbum          |
| --------------------------------------------------------- | ---- | --------------------------- | --------------------------- | ---------------------------------------------------------- | -------------- |
| "Reimei" (レイメイ, Amanecer ) (junto con My First Story) | 2018 | 7                           | 10                          | Tema de apertura de la 2° temporada del anime Golden Kamuy | Sanketsu Shōjo |

### Apariciones de invitados
| Canción             | Año  | notas                                                | Álbum     | Artista del álbum   |
| ------------------- | ---- | ---------------------------------------------------- | --------- | ------------------- |
| "Me & Creed <nZkv>" | 2019 | Canción del juego móvil Blue Exorcist: Damned Chord. | R∃/MEMBER | SawanoHiroyuki[nZk] |

## Videos musicales
| Año  | Título                             | Director(es)        |
| ---- | ---------------------------------- | ------------------- |
| 2015 | "Mikazuki"                         | YKBX                |
| 2015 | "Chocolate"                        |                     |
| 2016 | "Sore wa Chiisana Hikari no Youna" | YKBX                |
| 2016 | "Levante de Aou"                   | YKBX                |
| 2016 | "Chica furaregai"                  | Nao Yoshigai        |
| 2016 | "Anónimo"                          | Yasuhiro Arafune    |
| 2017 | "Línea paralela"                   | Yasuhiro Arafune    |
| 2017 | "Canción de cumpleaños"            | Tani Atsushi        |
| 2017 | "Juu-Oku-nen"                      | tsuyoshi inoue      |
| 2018 | "Tsuki a Hanataba"                 | Tani Atsushi        |
| 2018 | "Reimei"                           |                     |
| 2019 | "Koukai no Uta"                    | Kosuke Sugimoto     |
| 2020 | "Nejiko"                           |                     |
| 2020 | "error de verano"                  |                     |
| 2021 | "Kamisama"                         | KATSUSHIKA SHUSSHIN |
| 2021 | "Sekai no Himitsu"                 |                     |

## Premios y nominaciones
La siguiente tabla enumera algunos de los premios más importantes recibidos por el artista.
| Año  | Ceremonia                            | Otorgado                                                             | Nominado/trabajo                                             | Resultado |
| ---- | ------------------------------------ | -------------------------------------------------------------------- | ------------------------------------------------------------ | --------- |
| 2012 | The 5th Music Revolution JAPAN FINAL | Gran Premio                                                          | "Ru-Rararu-Ra-Rurararu-Ra-" (るーららるーらーるららるーらー) | Ganó      |
| 2012 | The 5th Music Revolution JAPAN FINAL | Premio Ministro de Educación, Cultura, Deporte, Ciencia y Tecnología | "Ru-Rararu-Ra-Rurararu-Ra-" (るーららるーらーるららるーらー) | Ganó      |
| 2018 | Space Shower Music Awards            | Mejor Artista Revelación                                             | Sayuri                                                       | Nominada  |